# 貝氏等鰭叉尾帶魚
貝氏等鰭叉尾帶魚，为輻鰭魚綱鱸形目鯖亞目带鱼科的其中一種。分布于東印度洋區的澳洲海域，棲息深度在水深712至843公尺，背鰭硬棘42至43枚；背鰭軟條54至56枚；臀鰭硬棘2枚；臀鰭軟條44至45枚；脊椎骨104至105個，體長可達77公分。

## 扩展阅读
維基物種上的相關：貝氏等鰭叉尾帶魚